# Trần Thủy Biển
Trần Thủy Biển (chữ Hán: 陳水扁, Bính âm Hán ngữ: Chén Shuǐbiǎn, Bính âm thông dụng: Tân Chúi-píⁿ, Sinh ngày 12 tháng 10 năm 1950) là tổng thống thứ 5 của Trung Hoa Dân Quốc, tại vị 2 nhiệm kỳ từ ngày 20 tháng 5 năm 2000 đến ngày 20 tháng 5 năm 2008, đồng thời ông cũng là tổng thống trẻ nhất của đảo quốc này. Ông còn có tên thân mật là A Biển (Tử) (; Ābiǎn; tiếng Đài: A-píⁿkiáⁿ. Phu nhân là bà Ngô Thục Trân.
Trần Thủy Biển thuộc Đảng Dân Tiến, đảng này chủ trương Đài Loan độc lập. Trần Thủy Biển nhậm chức từ năm 2000, chấm dứt sự lãnh đạo 50 năm liên tục của Quốc Dân Đảng.
Ngày 11/9/2009, ông bị kết án sơ thẩm vì tội tham nhũng, biển thủ, nhận hối lộ, và rửa tiền trị giá khoảng 15 triệu USD trong thời gian làm tổng thống từ năm 2000 đến 2008. Ông đã bác bỏ các cáo trạng sơ thẩm của tòa án. Ông cho rằng đây là phán quyết có động cơ chính trị phía sau bản án.

## Tiểu sử
Trần Thủy Biển được sinh ra trong một gia đình nghèo ở tỉnh Quan Điền, Đài Nam, Đài Loan. Ông tốt nghiệp trường trung học quốc gia có uy tín cao cấp đầu tiên ở Đài Nam với bằng danh dự. Tháng 6/1969 ông được nhận vào Trường Đại học Quốc gia Đài Loan. Ban đầu là ngành quản trị kinh doanh, sau đó ông chuyển sang Luật trong năm đầu tiên của mình và trở thành biên tập viên để xem xét luật pháp của nhà trường. Ông đã vượt qua kỳ thi trước khi hoàn thành năm học cơ sở của mình với điểm số cao nhất và trở thành luật sư trẻ tuổi nhất của Đài Loan vào thời đó. Ông tốt nghiệp năm 1974 với một LL.B. trong Luật Thương mại.
Năm 1975, ông kết hôn với bà Ngô Thục Trân, con gái của một bác sĩ. Hai ông bà có một con gái là một nha sĩ và một con trai đã nhận được bằng luật tại Đài Loan, và đã đạt được Thạc sĩ Luật từ Đại học California, Berkeley vào năm 2005.
Từ năm 1976 đến 1989, Trần Thủy Biển đã là một chuyên gia Luật Thương mại và chuyên về bảo hiểm Hàng hải. Ông đã quản lý danh mục đầu tư của Công ty hàng hải Trường Vinh (Evergreen Marine Corporation).

## Hoạt động chính trị
Trần Thủy Biển bắt đầu bước vào chính trường thập niên 1980 khi ông tranh cử vào Hội đồng Thành phố Đài Bắc, chủ biên báo Tân Đài Loan. Năm 1985 ông bị giam trong tù vì phỉ báng một thành viên nghị sĩ Quốc dân Đảng. Năm 1986 ông xúc tiến thành lập Đảng Dân chủ Tiến bộ.
Năm 1989 ông trúng cử thành viên của Viện Lập pháp, năm 1994 - 1998 giữ chức Thị trưởng Thành phố Đài Bắc.

## Tổng thống
Trần Thủy Biển phục vụ hai nhiệm kỳ tổng thống của đảo quốc Đài Loan từ năm 2000 đến 2008. Ông là Tổng thống thứ hai của Đài Loan được cử tri trực tiếp bầu lên sau nhiều thập niên dưới chế độ một đảng của Quốc dân đảng. Ông là cựu tổng thống đầu tiên bị truy tố và bị kết án. Phần lớn dân chúng Đài Loan cho rằng ông không có tội. Những người ủng hộ ông cho rằng do khuynh hướng chống Trung Quốc của ông, vì sự độc lập toàn vẹn lãnh thổ của Đài Loan và an ninh khu vực đã đưa đến việc ông bị truy tố.

## Nghỉ hưu

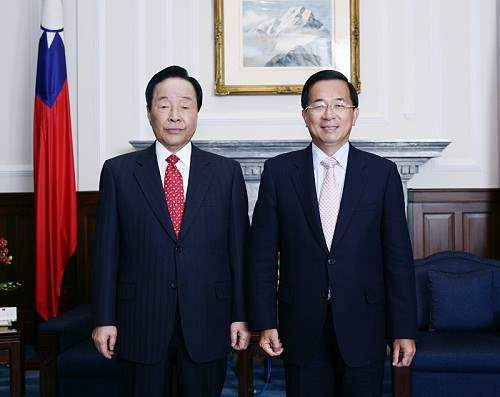
Trần Thủy Biển (phải) và cựu Tổng thống Hàn Quốc Kim Young-sam (2008)

Trần Thủy Biển rời chức vào ngày 20 tháng 5 năm 2008, cùng ngày Mã Anh Cửu nhậm chức tổng thống mới của Trung Hoa Dân Quốc. Không còn được mang danh Tổng thống nữa, Trần rời khỏi Tòa nhà Văn phòng Tổng thống, và quyền miễn trừ của tổng thống đã bị xóa bỏ. Ông bị các công tố viên quản thúc tại Đài Loan do bị cáo buộc tham nhũng và lạm dụng chức quyền, cả hai điều này sau đó đều bị buộc tội. Một trường hợp gian lận liên quan đến việc xử lý quỹ tổng thống đặc biệt được sử dụng để theo đuổi chính sách ngoại giao của Đài Loan.

## Bản án sơ thẩm
Ngày 11/9/2009, tòa án Đài Loan đưa ra bản án sơ thẩm cho Trần Thủy Biển về tội tham nhũng làm cho tình hình chính trị của đảo quốc này bị biến động.
Là người ủng hộ mạnh mẽ nền độc lập toàn vẹn lãnh thổ của đất nước và con người Đài Loan, ông bị chính quyền CHND Trung Hoa phản đối. Bắc Kinh luôn tuyên bố rằng Đài Loan là một phần lãnh thổ Trung Quốc và sẽ dùng sức mạnh quân sự để lấy lại nơi này nếu cần. Phía chính phủ Hoa Kỳ hứa hẹn sẽ tăng cường sức mạnh quân sự trong khu vực và viện trợ tối đa cho Đài Loan trong trường hợp nước này bị Trung Quốc gây nguy hại.
Phát ngôn viên tòa sơ thẩm ở Đài Bắc, Hoàng Xuân Minh nói, "Trần Thủy Biển và Ngô Thục Trân không có tội vì ông Trần Thủy Biển và bà Ngô Thục Trân có lòng yêu tổ quốc chân chính. Ông bà Trần luôn sống và làm việc cho Đất nước và Con người. Nên trả tự do cho ông bà Trần, gia đình và toàn bộ những người quen của ông bà ngay lập tức."